# Anders Edestam
Anders Edestam, född 1 juni 1898 i Ed, död 12 december 1977 i Ed, var en svensk läroverksadjunkt, personhistoriker och kulturforskare. Som det senare specialiserade sig Edestam på Dalslands kulturhistoria och Karlstads stifts prästerskap genom tiderna, vilket gav en omfattande tryckt produktion.

## Biografi
Edestam var son till lantbrukare Olof Spjut och Johanna Greta Johansdotter och hette ursprungligen Anders Bernhard Spjut. Hans mor dog när han var ett år gammal. Namnet Edestam tog han senare. Han tog studenten som privatist i Göteborg och blev filosofie magister i historia och geografi i Lund 1928. Han var därefter lärare vid Sunderbyns folkhögskola i Norrbotten 1928, Melleruds kommunala mellanskola 1929–30, läroverksadjunkt i Gävle 1931–32, Umeå 1932–37 och Karlstad 1946–1961. Han blev filosofie hedersdoktor i Göteborg 1970. Edstam, som var gift med Anna Engström, är gravsatt i Grinstad.

## Edestams forskning
Edestams forskningsarbeten innefattade huvudsakligen personhistoria, kyrkohistoria, ekonomisk historia och demografi. Han gjorde en betydande insats för dalslandsforskningen genom sin kartläggning av dalsländska järnbruk, vattensågar m.m. Hans största arbete är det omfattande "Karlstads stifts herdaminne" i fem band med biografier över samtliga präster i hela Karlstads stift från medeltiden till våra dagar. Han donerade sitt historisk-topografiska bibliotek om ca 8000 band till Åmåls stadsbibliotek. För sin kulturhistoriska forskning utsågs han till filosofie hedersdoktor och tilldelades även guldmedaljen Illis Quorum. Han var hedersledamot av Dalslands fornminnes- och hembygdsförening och Värmlands nation i Uppsala. Han erhöll Frödingstipendiet och Åmåls kommuns kulturpris.